# علی‌قلی سمیعی
علی‌قلی سمیعی سیاست‌مدار ایرانی بود، که در  دوره بیست و سوم  به عنوان نماینده فومن در مجلس شورای ملی حضور داشت.